# Magnae Dei Matris
Magnae Dei Matris (en español, De la gran Madre de Dios) es la cuadragésima cuarta encíclica de León XIII, y la quinta de ellas que dedica al Rosario, fue publicada el 8 de septiembre de 1892. 

## Encíclicas de León XIII sobre el rosario
Dentro de los escritos marianos de León XIII, se encuentra un conjunto de once encíclicas sobre el Rosario. Un buen número de ellas suponen un exhortación a los obispos para que promuevan el rezo del rosario, de modo que durante el mes de octubre se rece el rosario de modo solemne en las principales iglesias de sus diócesis; por este motivo, varias de sus encíclicas las publica en septiembre, o a finales de agosto, para preparar el que, denominó, mes de Nuestra Señora del Rosario. Concedió además especiales indulgencias para los fieles que participasen en esas ceremonias. Algunas de estas encíclicas desarrollan con cierta amplitud aspectos doctrinales de la devoción a la Virgen, o de su intercesión por los que acuden a Ella en sus necesidades.
La opción del papa por el rezo de Rosario, para defender la fe y la vida cristiana, fue lógica y eficaz. De hecho a partir de su pontificado el Rosario ha conseguido el rango de la categoría de una devoción cercana a la liturgia de la Iglesia.

## Contenido de la encíclica
Magnae Dei Matris amorem et cultum quoties ex occasione liceat excitare in christiano populo et augere, toties Nos mirifica voluptate et laetitia perfundimur, tamquam de ea re quae non solum per se ipsam praestantissima est multisque modis frugifera, sed etiam cum intimo animi Nostri sensu suavissime concinit.
Cualquier ocasión es apropiada para excitar y aumentar en el pueblo cristiano el amor y el culto de la augusta Madre de Dios, Nos sentimos llenos de satisfacción y felicidad, no solamente por la excelencia y la múltiple fecundidad del asunto en sí mismo, sino porque responde dulcemente a los sentimientos más íntimos de Nuestro corazón.

Tras esas palabras el papa se refiere al modo en que ha crecido en él la devoción y el amor a María Santísima, una devoción -explica- que puede decirse que recibió con la leca materna, y que se hizo especialmente al ser elevado a la sede de Pedro, poniendo en María su esperanza. Por ello aprovecha la cercanía del mes de octubre para recomendar, como ha hecho en otras ocasiones, a fin de que ese mes, consagrado a Nuestra Reina del Santo Rosario, se celebre con el mayor fervor, considerando las apremiantes necesidades que presenta el tiempo actual.
En este sentido el papa se duele del viento de ignorancia, error y corrupción que se extiende por la sociedad, y se refiere expresamente al modo en que en las escuelas públicas se ignora a Dios, o incluso se menosprecia. Una situación que debe remediarse con la oración; utilizando como arma el Santo Rosario, tal como Santo Domingo, hizo frente a la herejía albigense. Recurrir a la Virgen es recurrir a la Madre de la Misericordia, pues ella está como intercesora, por encima de todos los hombres y todos los ángeles. Por ellos cuando le saludamos con la salutación angelical, le recordamos su papel en la encarnación del Verbo y el modo en que ella está unida a la pasión de su Hijo.  

De aquí se sigue que, así como somos deudores a Cristo por habernos comunicado en cierto modo su propio derecho para llamar Padre a Dios y tenerle por tal, también le somos deudores de habernos comunicado benignamente el derecho de llamar madre a María Santísima y de tenerla por tal. La misma naturaleza ha hecho dulcísimo este nombre y ha señalado a la madre como tipo y modelo del amor previsor y tierno; pero aunque la lengua no acierta a expresarlo, las almas piadosas experimentan y saben lo que esa ardiente llama de caridad es en María nuestra Madre, no según la naturaleza, sino por Jesucristo.

El papa insiste a continuación en que María conoce bien nuestros problemas, y puede y desea ayudarnos. Por esto hay que acudir a ella alegres y confiados valiéndose de la oración que ella misma nos ha enseñado. Una oración que tiene además la ventaja de proporcionar un medio sencillísimo de enseñarnos las principales verdades de la fe, pues nos recuerda los principales misterios de nuestra Religión.

Esta serie de inefables misterios se trae diariamente a la memoria de los fieles y quedan bien manifiestos ante sus mismos ojos, por donde rezando bien el Santo Rosario se experimenta dentro del alma una suavísima unción, como si oyéramos la voz misma de nuestra tierna Madre celestial que amorosamente Nos instruyese en los divinos misterios y Nos dirigiera por el camino de la salvación. No hay exageración en afirmar que no debe temerse que la ignorancia y el error destruyan la fe en las comarcas, las familias y las naciones donde la práctica de rezar el Santo Rosario se mantenga en el primitivo honor.

El rosario mueve también a conformar la vida del cristiano según las normas de vida trazadas en los evangelios, pues sabiendo que la fe sin obras es fe muerta, recordar las verdades de la fe lleva a ponerlas en obra. Los misterios del rosario nos ponen delante la obra de la Redención obrada por Cristo, sus enseñanzas, su ejemplo de vida y la ingratitud con que la humanidad respondió a su amor hacia los hombres, que le llevó a la muerte en la cruz. Ante esa respuesta el papa considera que

Al recordar memorias tan tiernas, no es posible que el cristiano no se sienta hondamente conmovido de gratitud hacia su amantísimo Redentor; y el ardor de la fe, si ésta es como debe ser, que ilustra el entendimiento del hombre y le toca en el corazón, le excitará a seguir sus huellas hasta prorrumpir en aquélla protesta tan digna de un San Pablo: ¿Quién podrá separarnos del amor de Cristo? ¿Será la tribulación? ¿o la angustia? ¿o el hambre? ¿o la desnudez? ¿o el riesgo? ¿o la persecución? ¿o la espada? Yo vivo, o más bien no soy yo el que vivo, sino que Cristo vive en mí.

Pero además, el rosario, presenta también los ejemplos de la virtud de María, de modo que si elevados ejemplos de Cristo podrían acobardarnos, los de su Madre nos animan por la identidad de nuestra naturaleza humana, y nos llenan de confianza en su imitación. Basta para ello implorar su socorro, utilizando también las palabras de la Salve: A ti suspiramos gimiendo y llorando en este valle de lágrimas... Vuelve a nosotros esos tus ojos misericordiosos..

Así pues, el Rosario de Nuestra Señora, en el cual se hallan eficaz y admirablemente reunidos una excelente forma de oración, un precioso medio de conservar la fe, y ejemplos insignes de perfección y virtud, merece, por todos los conceptos, que los cristianos lo tengan frecuentemente en la mano y lo recen y mediten. Y de un modo especialísimo, recomendamos la práctica de esta manera de orar a los individuos de la Asociación Universal de la Sagrada Familia, bella Asociación que recientemente hemos alabado y dado en forma regular Nuestra aprobación.

Al final de la encíclica, el papa, tras recordar que mantiene y confirma las indulgencias concedidas en años anteriores para los que cumplen durante el próximo mes de octubre las oraciones y condiciones previstas, concluye la encíclica recordando como expresa al comienzo de ella la devoción y confiada gratitud que siente por Nuestra Señora; favores entre los que considera el que se le haya concedido alcanzar el quincuagésimo año de sus consagración episcopal, y si Dios el concede llegar a ese aniversario este se ocasión para que todos los fieles cristianos reciban, tal como él pide a Dios abundantes frutos de justicia, de paz, de prosperidad, de santificación, y de todo bien,